# Teatro dell'Accademia dei Ricomposti
Il teatro Comunale dei Ricomposti è un edificio in stile tardo barocco, situato ad Anghiari, in Provincia di Arezzo.

## Storia
La storia del teatro riporta alla fine del XVIII secolo quando la famiglia Corsi realizzò una grande costruzione su disegno dell'architetto fiorentino Lorenzo Pozzolini e ai primi dell'Ottocento quando venne ceduto all'Accademia dei Ricomposti che ne ha mantenuto la proprietà fino al 1985. In realtà è quasi certo che il disegno sia stato opera dell'architetto senese Leonardo De Vegni, anche se il progetto fu poi affidato al fiorentino Lorenzo Pozzolini.  
L'edificio conserva la facciata in forme neoclassiche sormontata da statue in marmo.
Il teatro, a pianta ovoidale con tre ordini di palchi, ha subìto a partire dal secondo decennio del XX secolo numerosi rifacimenti, soprattutto all'esterno (particolarmente importante quello realizzato alla facciata nel 1936 su progetto dell'architetto Remo Magrini).
Nel 1962-63, secondo un piano di lavoro di Nedo Mori, furono eseguiti significativi lavori che hanno portato la capienza del teatro a 570 posti e provveduto a dotarlo di un nuovo atrio d'ingresso, una moderna camera di proiezione e dell'adeguamento dell'impiantistica. Nel 1985 è stato infine acquisito dal Comune che ha proceduto a rilevanti interventi volti a risolvere i problemi statici nelle strutture lignee della copertura e nei solai dei palchi, e quelli relativi alle carenze degli impianti tecnici e igienico-sanitari.
All'inizio degli anni novanta la struttura ha riacquistato l'agibilità totale e una capacità di 220 posti a sedere. Dal 1995 è gestito dall'Associazione Teatro Stabile di Anghiari, che ne cura la programmazione, le produzioni e i corsi di formazione teatrale. Il Direttore artistico è Andrea Merendelli.